# Дерюгин, Георгий Михайлович
Гео́ргий Миха́йлович Дерю́гин (27 декабря 1871 — 23 октября 1933, Берлин) — русский общественный деятель и политик, член IV Государственной думы от Псковской губернии.

## Биография
Православный. Из потомственных дворян. Землевладелец Черниговской и Псковской губерний (90 и 360 десятин), родовое имение — Колосовка.
Сын статского советника Михаила Дмитриевича Дерюгина и Людмилы Степановны Любич-Ярмолович-Лозины-Лозинской (12(24).06.1841 — 26.12.1922 (8.01.1923), Вюнсдорф). Младший брат Константин (1878—1938) — учёный-зоолог, специалист по гидробиологии.
Образование получил в Псковской гимназии и в Санкт-Петербургского университета, который окончил по юридическому факультету с дипломом 1-й степени (1899). В 1900 году поступил Санкт-Петербургский археологический институт, который окончил в 1902 году со званием действительного члена института.
В 1899 году причислился к Государственной канцелярии, в которой прослужил до избрания в члены Государственной думы. Занимал должности старшего делопроизводителя Государственной канцелярии и помощника статс-секретаря Государственного совета сверх штата. Дослужился до чина статского советника.
Общественную деятельность начал в 1899 году, будучи избранным гласным Псковского уездного земского собрания. Впоследствии состоял уездным и губернским гласным, почетным мировым судьей (с 1909), а также кандидатом к псковскому уездному предводителю дворянства (1910—1916). Принимал участие в издании консервативной газеты «Голос Руси».
В 1912 году был избран членом Государственной думы от Псковской губернии. Входил во фракцию русских националистов и умеренно-правых (ФНУП), после её раскола в августе 1915 года — в группу сторонников П. Н. Балашова. До 1915 года состоял председателем финансовой комиссии, а также членом комиссий: о путях сообщения, бюджетной, сельскохозяйственной.
Во время Первой мировой войны был членом Особого совещания для обсуждение и объединения мероприятий по перевозке топлива, продовольственных и военных грузов. В 1915 году появилось сообщение, что Дерюгин получает деньги из секретных правительственных фондов.
После Февральской революции находился в Петрограде. 14 марта 1917 председатель Думы Родзянко потребовал прокомментировать обвинения в получении субсидий из секретных правительственных фондов. Через два дня Дерюгин написал ответ, в котором утверждал, что

участвуя идейно и бескорыстно в издании газеты "Голос Руси", добросовестно не усматривал в получении газетой поддержки из казны ничего не совместимого с высоким званием члена Государственной думы и ничего, опорочивающего его доброе имя как гражданина и человека.

Летом 1917 года входил в подпольную монархическую организацию Н. Е. Маркова, пытавшуюся спасти царскую семью. По одним сведениям вскоре после октябрьского переворота с помощью шведского посла получил визу в Швецию и с последним поездом выехал в Швецию. Оттуда он прислал в Россию преданного ему адъютанта  С. В. Таборицкого с заданием постараться вывезти его семью из имения в Псковской губернии через Прибалтику на запад. Из Стокгольма выехал Копенгаген, там через Красный крест узнал, что семья в Берлине, после этого в эмиграции в Германии.
По другим сведениям участвовал в Белом движении. В сентябре 1918 года находился в Киеве для обсуждения созыва монархического съезда. Затем входил в Совет обороны Северо-3ападной области при командующем Северной армии.
В дальнейшем жил в Берлине. Летом 1919 года стал министром внутренних дел в Западно-русском правительстве. В 1921 году участвовал в Рейхенгалльском монархическом съезде. Входил в Военно-политический монархический совет, вместе с бывшим членом Государственной думы С. Н. Алексеевым издавал монархическую газету «Призыв».
Умер в 1933 году в Берлине. Похоронен на кладбище Тегель.

## Семья
- Жена — Татьяна Сергеевна урождённая Тетерина. 
  - Сын — Михаил (1914—1982), выпускник Института политических наук, вице-председатель Национального союза русских студентов. Был редактором газеты «France Soir», работал переводчиком в Международном агентстве по атомной энергии в Вене. Позднее стал священником, был иереем церкви Воскресения Христова в Медоне[3].
  - Сын — Георгий (1915—1987), выпускник Берлинского университета, доктор экономических наук, советолог. В 1950-е годы переехал в США, преподавал в местных университетах[4].
  - Сын — Владимир (11 января 1917—2 февраля 1945), похоронен вместе с отцом на русском кладбище Тегель в Берлине[5]
  - Дочь — Татьяна (1923—9 января 2019[6]), переводчик и общественный деятель. Замужем за писателем Владимиром Варшавским[2].
- Сестра — Елена Михайловна в замужестве Тюлина (26.01.1867—1943)[7][8], её дети: музыковед Юрий и геоботаник Людмила и ещё два сына.
- Сестра — Софья Михайловна в замужестве Эрцдорф-Купфер (1868—1940)[7][9].
- Брат — Владимир Михайлович Дерюгин (29.03.1875, Псков — 1945, Лемго, Северная Рейн-Вестфалия[10]), каммерюнкер при императорском дворе Николая II, коллежский советник, старший секретарь 1-го департамента управляющего сената.
- Брат — Константин Михайлович Дерюгин (1878—1938) — русский зоолог, гидробиолог и океанолог, педагог.
- Брат — Анатолий Михайлович Дерюгин (1.04.1881, Колосовка — 20.06.1943, Карлаг) [7], во время эстонской войны за независимость служил в Британском Красном Кресте, награждён Крестом Свободы I-го класса 3-й степени, 18.10.1940 арестован НКВД в Таллине,  приговорён к 8 годам ИТЛ[11].

## Награды
- Орден Святой Анны 2-й ст. (1914)